# Château d'Ardenay
Pour les articles homonymes, voir Château d'Ardenay (Sarthe).
Le château d'Ardenay est un château français situé dans la commune de Palaiseau, dans le département de l'Essonne et la région Île-de-France, en bordure du plateau de Saclay dominant la basse vallée de Chevreuse à dix-huit kilomètres au sud-ouest de Paris.

## Situation
Le château d'Ardenay est situé à Palaiseau dans l'actuelle résidence du parc d'Ardenay, à l'extrémité nord-est du plateau de Saclay, dominant la vallée de l'Yvette, aussi appelée vallée de Chevreuse.

## Histoire
Le château fut construit en 1889 par le minotier du moulin de Montrouge, originaire de Châteauroux, Jean Boussac, alors que la commune était un lieu de villégiature.
Entre 1955 et 1961 est construite la résidence d'habitat collectif du parc d'Ardenay, sept bâtiments (A, B, C, D, E, F et G) entourant l'ancienne demeure, transformée en bibliothèque et salle des fêtes pour les copropriétaires.
Durant les années 2000, le bâtiment est cité dans plan local d'urbanisme de la ville de Palaiseau comme « bâtiment remarquable ».

## Architecture
La villa est construite en meulière selon la mode de l'époque et la géologie du lieu, selon un plan carré avec une tour carrée à l'angle nord-est et une poivrière à l'angle sud-est. Il est élevé sur trois niveaux, le dernier étant mansardé. Trois baies au rez-de-chaussée sont surmontées par trois fenêtres par niveau, celle du toit étant en chien-assis. La toiture est couverte d'ardoise et dominée par des gouttières et des chéneaux en zinc. Une véranda est placée sur la façade méridionale, donnant accès à une terrasse. Des bas-reliefs décorent la partie supérieure des murs de façade, décorés de mosaïques.
Les plans de la villa sont dus à l'architecte Louis Lacau (1844-1921).

## Pour approfondir